# Cordioniscus patrizii
Cordioniscus patrizii is een pissebed uit de familie Styloniscidae. De wetenschappelijke naam van de soort is voor het eerst geldig gepubliceerd in 1955 door Brian.